# Mistrzostwa Świata w Kolarstwie Przełajowym 1969
20. Mistrzostwa Świata w Kolarstwie Przełajowym 1969 odbyły się w zachodnioniemieckim mieście Magstadt, 23 lutego 1969 roku. Rozegrano wyścigi mężczyzn w kategoriach zawodowców i amatorów.

## Medaliści
| Konkurencja:               | Złoto:            | Czas      | Srebro:            | Czas     | Brąz:           | Czas     |
| Klasyfikacja mężczyzn      |                   |           |                    |          |                 |          |
| Zawodowcy (23 lutego 1969) | Eric De Vlaeminck | 1:17:32 h | Rolf Wolfshohl     | + 1:32 m | Renato Longo    | + 2:25 m |
| Amatorzy (23 lutego 1969)  | René De Clercq    | 1:09:36 h | Roger De Vlaeminck | + 0:32 m | Robert Vermeire | + 0:56 m |

## Szczegóły

### Zawodowcy
| Medal | Zawodnik                  | Narodowość | Czas      |
| ----- | ------------------------- | ---------- | --------- |
|       | Eric De Vlaeminck         | Belgia     | 1:17:32 h |
|       | Rolf Wolfshohl            | RFN        | + 1:32    |
|       | Renato Longo              | Włochy     | + 2:25    |
| 4     | Luciano Luciani           | Włochy     | + 2:27    |
| 5     | Freddy Nijs               | Belgia     | + 6:40    |
| 6     | Ernst Boller              | Szwajcaria | + 7:21    |
| 7     | Hermann Gretener          | Szwajcaria | + 7:49    |
| 8     | Huub Harings              | Holandia   | + 7:56    |
| 9     | Julien Van Den Haesevelde | Belgia     | + 7:56    |
| 10    | Giovanni Bettinelli       | Włochy     | + 8:17    |

### Amatorzy
| Medal | Zawodnik           | Narodowość     | Czas      |
| ----- | ------------------ | -------------- | --------- |
|       | René De Clercq     | Belgia         | 1:09:36 h |
|       | Roger De Vlaeminck | Belgia         | + 0:32    |
|       | Robert Vermeire    | Belgia         | + 0:56    |
| 4     | Jakob Küster       | Szwajcaria     | + 1:30    |
| 5     | Franco Livian      | Włochy         | + 2:05    |
| 6     | Peter Frischknecht | Szwajcaria     | + 2:26    |
| 7     | Břetislav Souček   | Czechosłowacja | + 2:42    |
| 8     | Pierre Bernet      | Francja        | + 3:09    |
| 9     | Flory Ongenae      | Belgia         | + 3:20    |
| 10    | Gertie Wildeboer   | Holandia       | + 3:27    |

## Tabela medalowa
| Miejsce | Państwo |   |   |   |   |
| ------- | ------- | - | - | - | - |
| 1.      | Belgia  | 2 | 1 | 1 | 4 |
| 2.      | RFN     | 0 | 1 | 0 | 1 |
| 3.      | Włochy  | 0 | 0 | 1 | 1 |